# Helmut Palmer
Helmut Palmer (* 8. Mai 1930 in Stuttgart-Untertürkheim; † 24. Dezember 2004 in Tübingen) war ein deutscher Pomologe, Bürgerrechtler und parteiloser Einzelkandidat bei zahlreichen baden-württembergischen Bürgermeister-, Landtags- und Bundestagswahlen. Aufgrund seines unkonventionellen und bisweilen offensiv-provokant erscheinenden Auftretens als Einzelkämpfer gegen von ihm als staatliche Bevormundung empfundene Behördenmaßnahmen war er vor allem im südwestdeutschen Raum – unter Bezugnahme auf seine Herkunftsregion – als „Remstal-Rebell“ bekannt.

## Familie

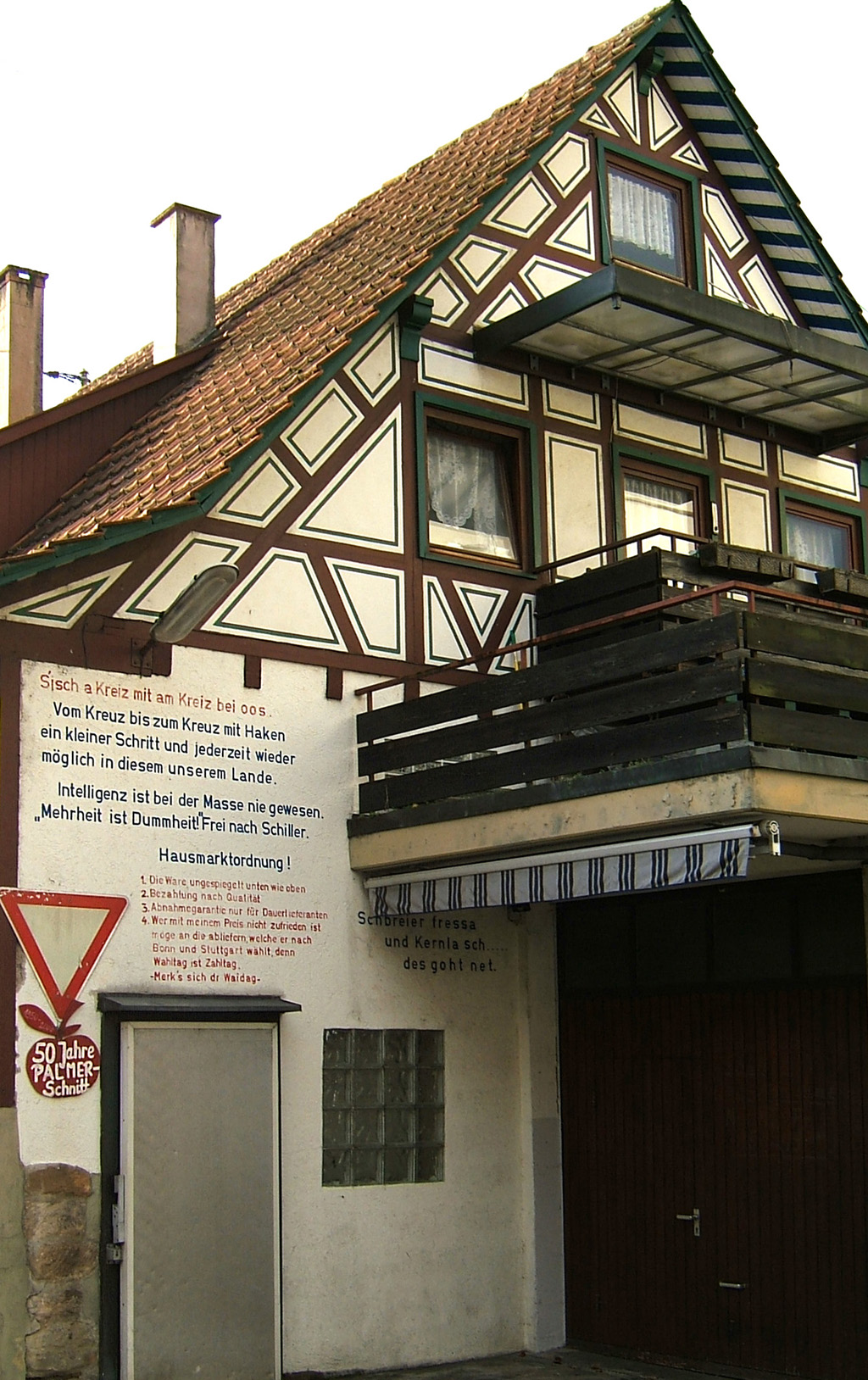
Parolen und „Marktordnung“ an Palmers Wohnhaus in Remshalden-Geradstetten

Palmer war der uneheliche Sohn von Emma Palmer, einer 1909 geborenen Bauerntochter aus Geradstetten im Remstal, die damals als Verkäuferin in einer Metzgerei arbeitete. Sein Vater war der verheiratete Metzgermeister Siegfried Kilsheimer aus Pforzheim. Über den Vater ist wenig bekannt; er emigrierte während der NS-Zeit in die USA, wo er 1952 verstarb. Trotz des doppelten Stigmas einer nichtehelichen Geburt und eines jüdischen Vaters, was im pietistisch geprägten Remstal als Schande empfunden wurde, nahm ihn sein Großvater August Palmer (geboren 1876) in seinen Haushalt auf. Auch nachdem Helmut Palmers Mutter 1933 im benachbarten Schnait einen Metzgermeister geheiratet und eine Familie gegründet hatte, wuchs er weiterhin bei seinen Großeltern auf. Sein Großvater August Palmer und dessen Sohn Reinhold, der jüngste Sohn unter den vier Kindern August Palmers, wurden damit zu den wichtigsten Bezugspersonen Helmut Palmers. In seiner Kindheit und Jugend während der Zeit des Nationalsozialismus war er aufgrund seiner Abstammung vielen Anfeindungen ausgesetzt. In Geradstetten erzielte die NSDAP bei der Reichstagswahl am 5. März 1933 69,10 % der gültigen Stimmen. Örtliche NS-Fanatiker wollten das Dorf zu einer nationalsozialistischen Mustergemeinde umgestalten. So standen an den Ortseingängen von Geradstetten 1935 Schilder mit der Aufschrift „Hier sind Juden unerwünscht!“.
Nach der Volksschule begann Palmer eine Lehre als Obstbauer, die ihn von 1948 bis 1950 auch in die Schweiz führte. Dort lernte er den Oeschbergschnitt kennen, den er gegenüber dem in Württemberg üblichen Pyramidenschnitt für überlegen hielt, und entwickelte daraus den Palmer-Oeschbergschnitt. In seiner Eigenschaft als Obstbaumkundler gab Palmer Baumschnittkurse für Landwirte und Hobbygärtner. Allerdings behandelte er mitunter wohl auch Obstanlagen, die ihm nicht gehörten. Ende der 1950er-Jahre wurde eine seiner Obstbauanlagen bei Köngen für den Autobahnbau enteignet. Eine angemessene Entschädigung erhielt er erst nach einer entsprechenden Klage.
1969 heiratete Palmer die gelernte Sekretärin Erika Kröner aus Göppingen, mit der er schon mehrere Jahre befreundet war. Aus der Ehe gingen 1972 der spätere Politiker Boris Palmer und 1974 ein weiterer, später bei Adobe tätiger Sohn hervor. Aus vorherigen Beziehungen hatte Palmer drei weitere Kinder mit zwei anderen Frauen, einen Sohn und zwei Töchter, darunter die Autorin, Journalistin und Filmemacherin Gudrun Mangold, die 2020 in Erinnerung an ihren Vater das Buch Der originale Palmer-Schnitt: Spitzenerträge im Streuobstbau veröffentlichte, mit dem Motto der Palmerschen Pomologie: „Die Oberen stutzen, damit die Unteren Licht bekommen!“
Durch diverse Rechtsstreitigkeiten fühlte er sich systematisch verfolgt. Einerseits beleidigte er Beamte mehrfach und wurde auch handgreiflich. Andererseits traf sein Vorwurf, die Justiz sei mit ehemaligen Nationalsozialisten durchsetzt, bis in die 1970er Jahre durchaus zu. Er setzte sich für den Umweltschutz ein, kritisierte Kunden, die mit Plastiktüten einkauften, und bekämpfte die geplante Neckar-Alb-Autobahn, die durch das Remstal hätte führen sollen.
Sein Sohn Boris Palmer wurde 2001 als Kandidat der Grünen für den Wahlkreis Tübingen in den Landtag von Baden-Württemberg gewählt. Er kandidierte 2004 erfolglos bei der Oberbürgermeisterwahl in Stuttgart, wurde aber am 22. Oktober 2006 zum Oberbürgermeister der Stadt Tübingen gewählt.
Der Stuttgarter CDU-Politiker Eberhardt Palmer war sein Bruder, der ehemalige Staatsminister Christoph Palmer ist ein Neffe Helmut Palmers.

## Leben
Allein durch seinen Nonkonformismus und seine sehr direkte Art eckte Palmer immer wieder an. Ihm missfielen als unnötig empfundene Vorschriften und insbesondere jegliche Form von Behördenwillkür, der er bereits in jungen Jahren ausgesetzt war. Daraus entwickelte sich eine Aktivität auf lokaler und lokalpolitischer Ebene in Geradstetten, wo er sein Wohnhaus mit Parolen versah. Palmer kämpfte – teils mit heftigen Vorwürfen – gegen eine Bevormundung durch den Staat, Behördenwillkür und Antisemitismus.
Seine politischen Aktivitäten erweiterte der Einzelkämpfer auf die vorgesetzten Dienststellen bis hin zur Landeshauptstadt Stuttgart, in der Palmer dreimal (1974/1982/1990) bei der Oberbürgermeister-Wahl kandidierte. Insgesamt trat er zwischen 1957 und 2001 bei 289 Bürgermeisterwahlen und 13 Bundes- und Landtagswahlen in Baden-Württemberg als unabhängiger Kandidat an.
1970 trat Palmer in Schorndorf zum ersten Mal bei einer OB-Wahl an und holte gegen den amtierenden OB Rudolf Bayler (CDU) auf Anhieb 6,6 %. In Schwäbisch Hall erreichte Palmer 1974 im ersten Wahlgang 40,74 % der Stimmen, im zweiten Wahlgang 41,43 %. Als unabhängiger Einzelbewerber erreichte er bei Bundestagswahlen bemerkenswert hohe Ergebnisse bis zu 19,8 %, konnte jedoch nie einen Wahlkreis gewinnen:
| Jahr | BTW | Wahlkreis                   | Kennwort                   | Stimmen | Anteil |
| ---- | --- | --------------------------- | -------------------------- | ------- | ------ |
| 1972 |     | Waiblingen                  | Bürgerrechtler             | 07.104  | 04,9 % |
| 1983 |     | Göppingen                   | Bürgerrechtler             | 28.456  | 19,8 % |
| 1987 |     | Waiblingen                  | Wählergruppe „Bürgerrecht“ | 31.625  | 19,2 % |
| 1990 |     | Reutlingen                  | Partner Palmer             | 16.148  | 11,3 % |
| 1994 |     | Waiblingen                  | Palmer statt Parteien      | 13.020  | 07,8 % |
| 1998 |     | Schwäbisch Hall – Hohenlohe | Palmer statt Parteien      | 07.898  | 04,7 % |

Bei der Landtagswahl in Baden-Württemberg 1976 traten Palmer und seine Frau für die Europäische Föderalistische Partei (EFP) an. Palmer selbst trat in 3 der 41 (von insgesamt 70) von der EFP belegten Wahlkreise gleichzeitig an; seine Frau Erika im Wahlkreis Schorndorf (und erhielt 5,0 %), siehe die folgende Tabelle der sieben Landtagswahlen von 1972 bis 2001:
| Jahr | LTW | Wahlkreis        |  | Kennwort                   | Stimmen | Anteil |
| ---- | --- | ---------------- |  | -------------------------- | ------- | ------ |
| 1972 |     | Schorndorf       |  | Bürgerrechtler             | 4.597   | 7,9 %  |
| 1976 |     | Aalen            |  | EFP – Europ. Föderalisten  | 4.512   | 5,5 %  |
| 1976 |     | Ehingen          |  | EFP – Europ. Föderalisten  | 2.294   | 4,0 %  |
| 1976 |     | Schwäbisch Gmünd |  | EFP – Europ. Föderalisten  | 1.681   | 2,7 %  |
| 1980 |     | Schorndorf       |  | Parteiloser Einzelbewerber | 3.153   | 5,4 %  |
| 1984 |     | Reutlingen       |  | Palmer statt Parteien      | 5.280   | 7,0 %  |
| 1988 |     | Kirchheim        |  | Palmer statt Parteien      | 9.080   | 11,4 % |
| 1992 |     | Nürtingen*       |  | Bürgerrechtler             | 14.708  | 15,5 % |
| 2001 |     | Schorndorf       |  | Palmer statt Parteien      | 562     | 0,9 %  |
|      |     |                  |  |                            |         |        |
|      |     |                  |  |                            |         |        |

* Das Ergebnis Palmers trug u. a. dazu bei, dass der spätere baden-württembergische Ministerpräsident Winfried Kretschmann im Wahlkreis Nürtingen bei den Landtagswahlen 1992 kein Mandat erringen konnte.
Die Oberbürgermeister-Wahl in Schwäbisch Hall (17. Februar + 3. März) 1974
Zum bislang ersten und einzigen Mal erhielt Helmut Palmer von einem Unternehmer Gerlach 18.000 DM Wahlkampfunterstützung. Gerlach übernahm auch die Hotelübernachtungen von Palmer und einige seiner Inserate, und so konnte Palmer einen fulminanten Wahlkampf auf Augenhöhe mit den Parteikandidaten von CDU und SPD und mit dem erst im Januar 1974 in den Wahlkampf gekommenen Nellinger Bürgermeister Karl-Friedrich Binder (FWV) führen. Bereits seit November 1973 war der Remstal-Rebell im Wahlkampf in Hall. Und so lag Helmut Palmer am 17. Februar 1974 im ersten Wahlgang vorne, ohne aber die notwendige absolute Mehrheit erreicht zu haben.
Das Ergebnis des 1. Wahlgangs: (Wahlbeteiligung: 17.201 Wähler von 20.783 Wahlberechtigten = 82,76 %, davon 17.072 gültige Stimmen)
1. Helmut Palmer (parteilos) – 6.955 Stimmen = 40,74 %
2. Karl-Friedrich Binder (FWV) – 5.140 Stimmen = 30,11 % – BM von Nellingen/Filder
3. Klaus Nagel (SPD) – 2.921 Stimmen = 17,11 %
4. Manfred Spöhr (CDU) – 1.784 Stimmen = 10,45 % – Lokalmatador und Amtsrichter in Schwäbisch Hall
5. Hermann Thurner (ehem. BM von Eschach) – 196 Stimmen = 1,15 %
6. Jürgen Müseler (Schriftsetzer) – 52 Stimmen = 0,30 %
7. Sonstige – 24 Stimmen = 0,14 %

Das Wahlergebnis wirkte auf die Parteien in Stuttgart wie ein Schock. Ministerpräsident Filbinger sagte im Fernsehen: „Der Bürgerrechtler Helmut Palmer ist nunmehr sehr ernst zu nehmen.“ Filbinger flog mit dem Hubschrauber nach Hall und hat zusammen mit der SPD-Landesspitze dafür gesorgt, dass die Parteikandidaten von CDU und SPD im 2. Wahlgang zugunsten des FWV-Mannes Binder zurückgezogen wurden, um einen OB Palmer doch noch zu verhindern. Diese Taktik ging auf – und so endete dann am 3. März 1974 diese legendäre Oberbürgermeister-Wahl von Schwäbisch Hall folgendermaßen:
Das Ergebnis des 2. Wahlgangs: (Wahlbeteiligung: 17.613 Wähler von 20.849 Wahlberechtigten = 84,48 %, davon 17.483 gültige Stimmen)
1. Karl-Friedrich Binder (FWV) –  9.969 Stimmen = 57,02 %
2. Helmut Palmer (parteilos) – 7.243 Stimmen = 41,43 %
3. 3 andere Kandidaten + Sonstige – 271 Stimmen = 1,55 %

Palmer sprach nach der Wahl verbittert von „der ergaunerten Wahl der Westdeutschen Beamten-Einheitspartei!“
Palmers 10 höchste Ergebnisse bei Bürgermeister- und Oberbürgermeister-Wahlen:
1. 1974 in Schwäbisch Hall: 41,4 % (2. WG) + 40,7 % (1. WG)
2. 1978 in Blaubeuren: 34,9 % (2. WG)
3. 1987 in Dußlingen: 30,4 % (ohne auf dem Wahlzettel zu stehen; Wähler fügten den Namen in Leerzeile)
4. 1978 in Lichtenstein: 29,4 %
5. 1983 in Albstadt-Ebingen: 27,1 %
6. 1977 in Winnenden: 26,3 %
7. 1975 in Aalen: 26,0 % (1. WG)
8. 1981 in Vaihingen an der Enz: 25,8 %
9. 1988 in Kirchheim unter Teck: 25,7 % (1. WG) + 25,0 % (2. WG)
10. 1985 in Bempflingen: 25,6 %

Palmers erste Buchveröffentlichung 1977 trug den Titel Mein Kampf und Widerstand im Filbingerland. Auf dem Buchumschlag waren die ersten zwei Wörter groß gedruckt, sodass der Eindruck entstand, der Titel sei Mein Kampf wie das gleichnamige Werk von Adolf Hitler. Die zweite Ausgabe 1979 behielt diese Gestaltung bei, trug aber den Untertitel Späth-Lese, was einerseits auf ein Weinprädikat, andererseits auf den damaligen Ministerpräsidenten Lothar Späth anspielte.
Palmer musste sich vor allem wegen Beleidigung in zahlreichen Gerichtsverfahren verantworten. Wiederholt saß er Gefängnisstrafen ab.
Helmut Palmer wurde 2002 kurzzeitig Mitglied der SPD. Nach eigener Aussage trat er aber nur in die Partei ein, weil er sich von einer Parteimitgliedschaft mehr Schutz vor der Justiz und anderen Institutionen erhoffte, die ihn seiner Meinung nach verfolgten. Er trat aber bald wieder aus und blieb dann bis zu seinem Lebensende parteilos. Palmer selbst bezeichnete sich wegen des gegen ihn verübten „Justizterrors“ als „schwäbischen Sacharow“, letzten Alt-68er und wegen seiner teils derb-heftigen Sprache als „schwäbischen Strauß“. Palmers zahlreiche Bewunderer nannten ihn auch den „Andreas Hofer Württembergs“.
Am 24. Dezember 2004 erlag Helmut Palmer einer Krebserkrankung.
Der Journalist Alfred Biolek bezeichnete ihn in der ARD-Sendung Boulevard Bio als „Vater der Bürgerinitiativen“. Palmers Bürgerinitiative Anfang/Mitte der 1970er Jahre gegen die geplante Neckar-Alb-Autobahn, die das gesamte Remstal zerschnitten und größte ökologische Schäden verursacht hätte, war von Erfolg gekrönt. Die NAAB wurde nicht gebaut. Baden-Württembergs CDU-Ministerpräsident Lothar Späth soll gesagt haben: „Helmut Palmer war der Totengräber der Neckar-Alb-Autobahn.“. Diese verhindert zu haben, gilt als Palmers größter politischer Erfolg.

## Nachwirkungen
Ein Jahr nach seinem Tod wurde der Verein zur Pflege des Andenkens an Helmut Palmer e. V. gegründet. Gründungsmitglieder waren neben seiner Witwe Erika und seinem Sohn Boris Palmer auch Hermann Scheer und Rezzo Schlauch.
2015 führte das Landestheater Tübingen das Stück Political Palmer – Zur Liebe verdammt fürs Schwabenland auf. Autoren waren Gernot Grünwald und Kerstin Grübmeyer.
Seit März 2016 wird in der Museumsausstellung der Festung Hohenasperg an seine Haftzeit im dortigen Justizvollzugskrankenhaus erinnert.

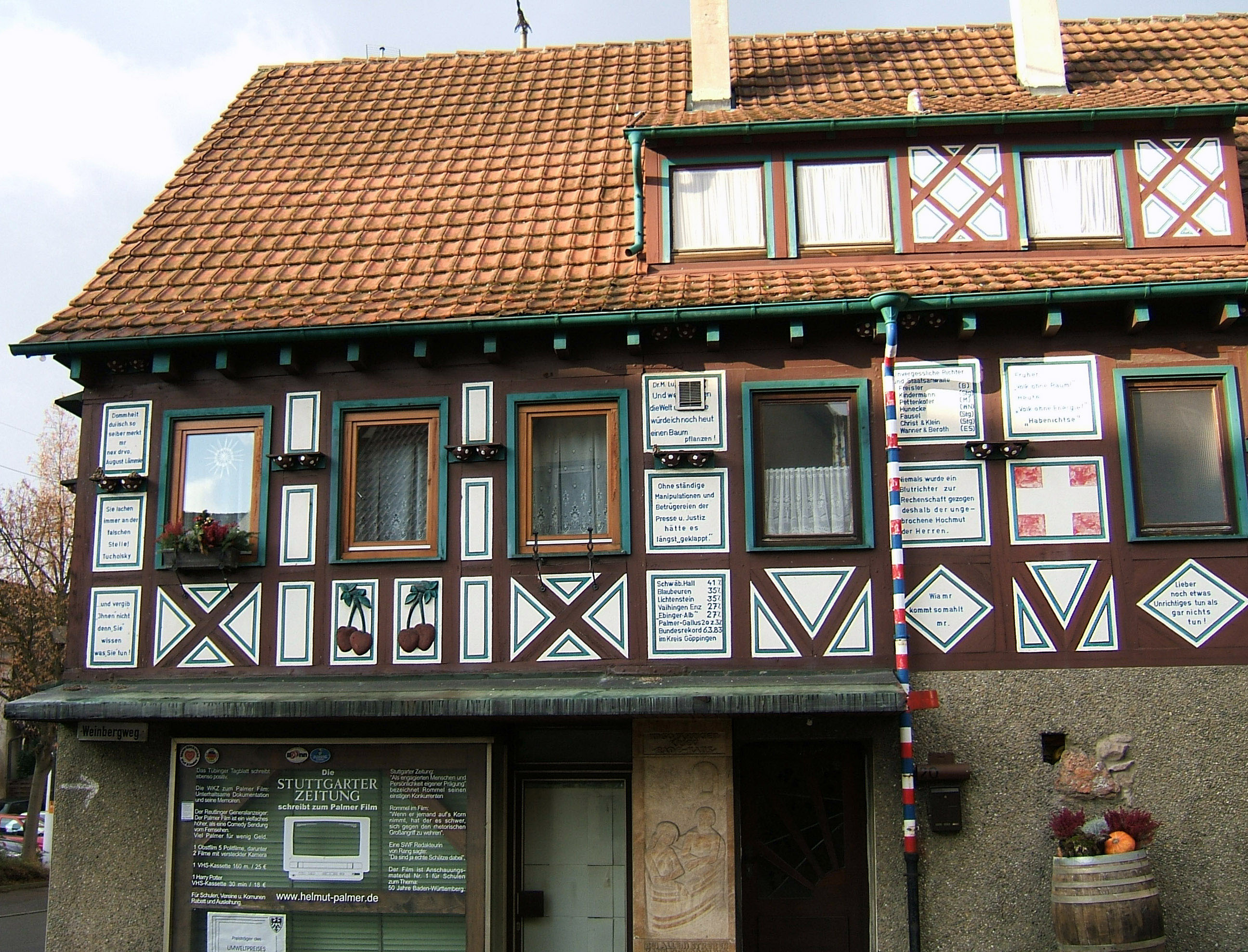
Verzierungen und Parolen am Haus

Im März 2024 erfasste das Landesamt für Denkmalpflege sein Wohnhaus als Kulturdenkmal nach § 2 des Denkmalschutzgesetzes Baden-Württemberg.

## Schriften
- Mein Kampf und Widerstand im Filbingerland. Marva, Genf 1978, ISBN 3-85800-005-1.
- Mein Kampf und Widerstand. Späth-Lese. Edition Marva, Genf 1979, ISBN 3-85800-007-8.
- Zur Liebe verdammt fürs Schwabenland: Obstbau und Politik aus Passion. Buchdienst Esslingen, Esslingen 1982, DNB 964887436.
- Der Leitfaden für Streuobst- und Nat-UR-Obstbau. Die totale Kehrtwende vom Krüppel-, Kunstdünger-, Gift- und Chaotenobstbau zum Naturobstbau. Hauser, Metzingen 1988, DNB 900987944.
- Die natürliche Sprache der Obstbäume. Hauser, Metzingen 1991, OCLC 311780132.
- Notenschlüssel der Natur 2000 – 50 Jahre Privat-Obstbau-Beratung. Carl Bacher, Schorndorf 2000, ISBN 3-924431-21-3.